# ولتروزن
ولتروزن (انگلیسی: Welterweight) یکی از دسته‌های وزنی در ورزش‌های رزمی مانند بوکس، هنرهای رزمی ترکیبی و کشتی است. این دستهٔ وزنی برای جداسازی ورزشکاران با وزن متوسط و جلوگیری از نابرابری قدرت میان رقبا طراحی شده است.
در بوکس حرفه‌ای، دستهٔ ولتروزن معمولاً شامل ورزشکارانی است که وزن آن‌ها تا ۱۴۷ پوند (۶۶٫۷ کیلوگرم) باشد. در بوکس آماتور و رشته‌های دیگر ممکن است این محدوده کمی متفاوت باشد، اما معمولاً حدود همین عدد است.
دستهٔ ولتروزن در طول تاریخ، یکی از پرستاره‌ترین و پرتماشاگرترین دسته‌ها بوده و بسیاری از قهرمانان مشهور تاریخ بوکس، از جمله شوگر ری رابینسون، شوگر ری لئونارد، فلوید می‌ودر، و مانی پاکیائو در این وزن مبارزه کرده‌اند.
از نظر فنی، ولتروزن بین دسته‌های سبک‌وزن و میان‌وزن قرار دارد و به‌طور معمول ورزشکاران این وزن ترکیبی از سرعت، چابکی و قدرت ضربه نسبتاً بالا را دارند. به همین دلیل، رقابت‌های ولتروزن اغلب جذاب، پرتحرک و فنی محسوب می‌شوند.
ولتروزن یک دستهٔ وزنی در رشته‌های مختلف ورزش‌های رزمی است. در این دسته، وزن ورزشکار باید در محدودهٔ مشخصی قرار داشته باشد. این محدوده در رشته‌های گوناگون، متفاوت است.

## ولتروزن در ورزش‌های مختلف
در آغاز، این دستهٔ وزنی فقط در بوکس وجود داشت. اما بعدها در تکواندو، کیک‌بوکسینگ و هنرهای رزمی ترکیبی (ام‌ام‌اِی) نیز ورزشکاران بر پایهٔ وزن، طبقه‌بندی شدند.
در ورزش‌هایی مانند جودو نیز دسته‌ای به نام «نیمه‌میان‌وزن» وجود دارد که حدود وزنی آن میان مردان و زنان تفاوت دارد.
در بیشتر ورزش‌هایی که از اصطلاح «ولتروزن» استفاده می‌کنند، این دسته سنگین‌تر از سبک‌وزن و سبک‌تر از میان‌وزن است.
- در بوکس، وزن یک ورزشکار ولتروزن باید بین ۶۳٫۵ تا ۶۶٫۷ کیلوگرم باشد
- در کیک‌بوکسینگ، این محدوده بین ۶۴٫۵۹ تا ۶۶٫۸ کیلوگرم است
- در کاراته نیز ولتروزن بین ۶۴٫۶ تا ۶۶٫۸ کیلوگرم تعریف شده است